# Golema školjkača
Golema školjkača (lat. Tridacna gigas) koja se još naziva i medvjeđa šapa i divovska kapica je školjka koja je dobila naziv po svojim impresivnim dimenzijama; može biti šira od 1,2 metra i teška do 254 kg.
Naseljava plitke vode, odnosno koraljne grebene Indo-Pacifika.
Obodi ljušture su tako naborani da se pri zatvaranju kapci savršeno uklapaju jedan u drugi. Postoje priče da su ove školjke odgovorne za smrt nepažljivih plivača jer su im „zarobile“ nogu prilikom zatvaranja svoje ljušture, ali to je malo vjerojatno jer one svoje kapke zatvaraju presporo. Ove priče nisu dokumentirane, pa tako ni dokazane.
Ova školjka stvara bisere i najveći biser koji je pronađen je napravila upravo ova vrsta. Njegova težina iznosi 6,37 kg.